# تشارلز بوريل
تشارلز بوريل (بالإنجليزية: Charles Burell) هو عازف غيتار بيس أمريكي، ولد في 4 أكتوبر 1920 في توليدو في الولايات المتحدة.

## وصلات خارجية
- تشارلز بوريل على موقع ميوزك برينز (الإنجليزية)
- تشارلز بوريل على موقع أول ميوزيك (الإنجليزية)
- تشارلز بوريل على موقع ديسكوغز (الإنجليزية)